# Gorkovskaïa (métro de Saint-Pétersbourg)
Gorkovskaïa  (en russe : Го́рьковская) est une station de la ligne 2 du Métro de Saint-Pétersbourg. Elle est située dans le raïon de Petrograd à Saint-Pétersbourg en Russie.
Mise en service en 1963 et reconstruite en 2008-2009, elle est desservie par les rames de la ligne 2 du métro de Saint-Pétersbourg.

## Situation sur le réseau

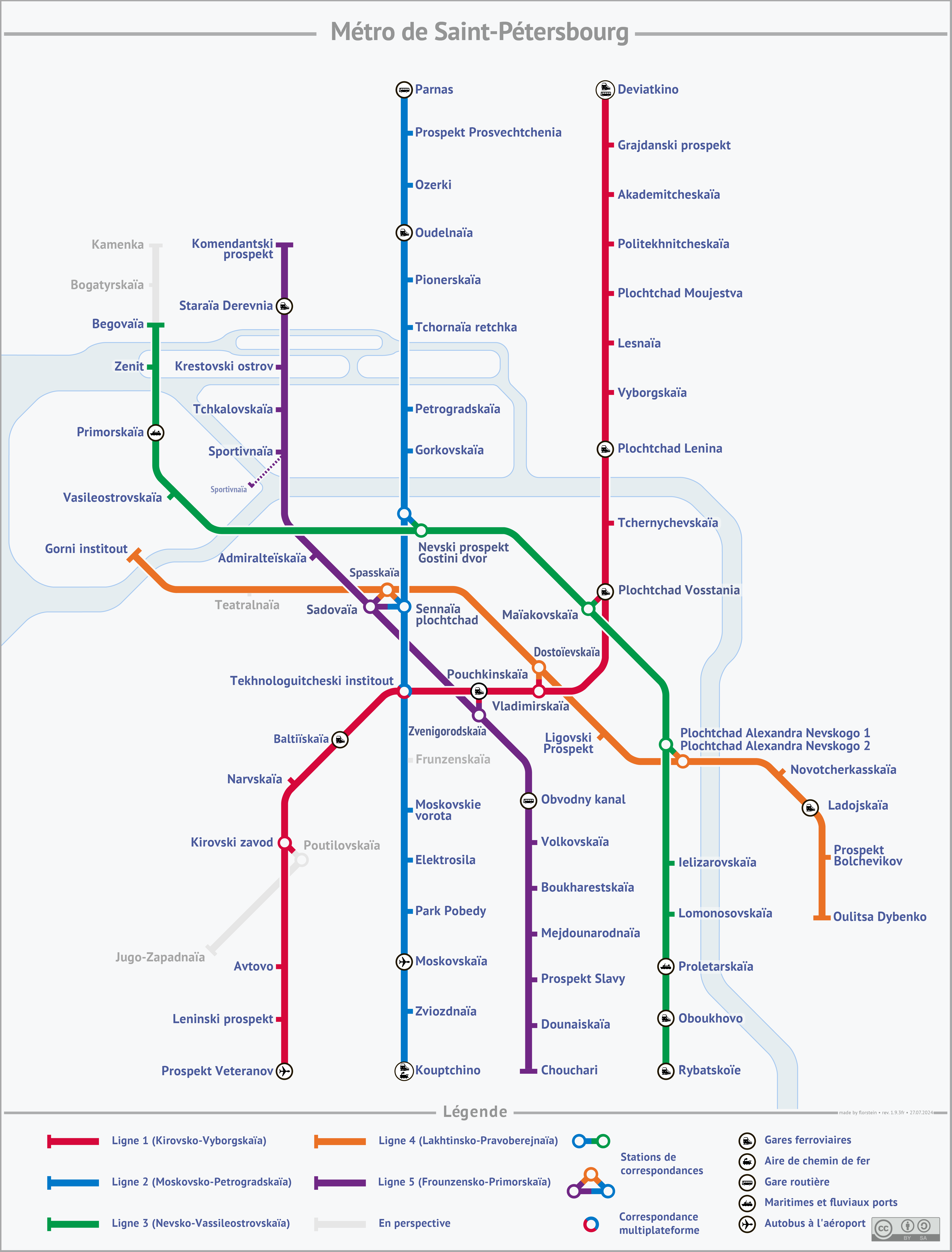
Plan du métro.

Établie en souterrain, à 53 mètres de profondeur, Gorkovskaïa est une station de passage de la ligne 2 du métro de Saint-Pétersbourg. Elle est située entre la station Petrogradskaïa, en direction du terminus nord Parnas, et la station Nevski prospekt, en direction du terminus sud Kouptchino.
La station dispose d'un quai central encadré par les deux voies de la ligne.

## Histoire
La station Gorkovskaïa est mise en service le 1er juillet 1963, lors de l'ouverture à l'exploitation des 5,9 km de Tekhnologuitcheski institout au nouveau terminus Petrogradskaïa,. La station est nommée d'après l'avenue proche (renommée depuis), elle même alors nommée en hommage à l'écrivain Maxime Gorki qui habitait au numéro 21 de cette voie routière,.
Ayant subi d'importants problèmes d'infiltrations d'eau la station est fermée le 11 octobre 2008 pour un grand chantier de remise en état dont l'objectif est de reprendre l'étanchéité du tunnel en pente de l'escalier mécanique, mais aussi la démolition du bâtiment d'accès et son remplacement par un édifice ayant la forme d'une soucoupe volante. La station est de nouveau ouverte le 26 décembre 2009.

Nouveau bâtiment d'accès
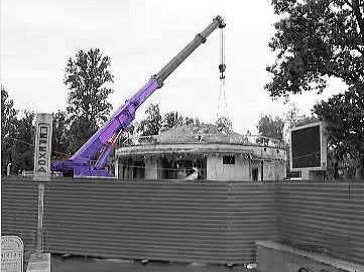
Chantier le 4 février 2009.
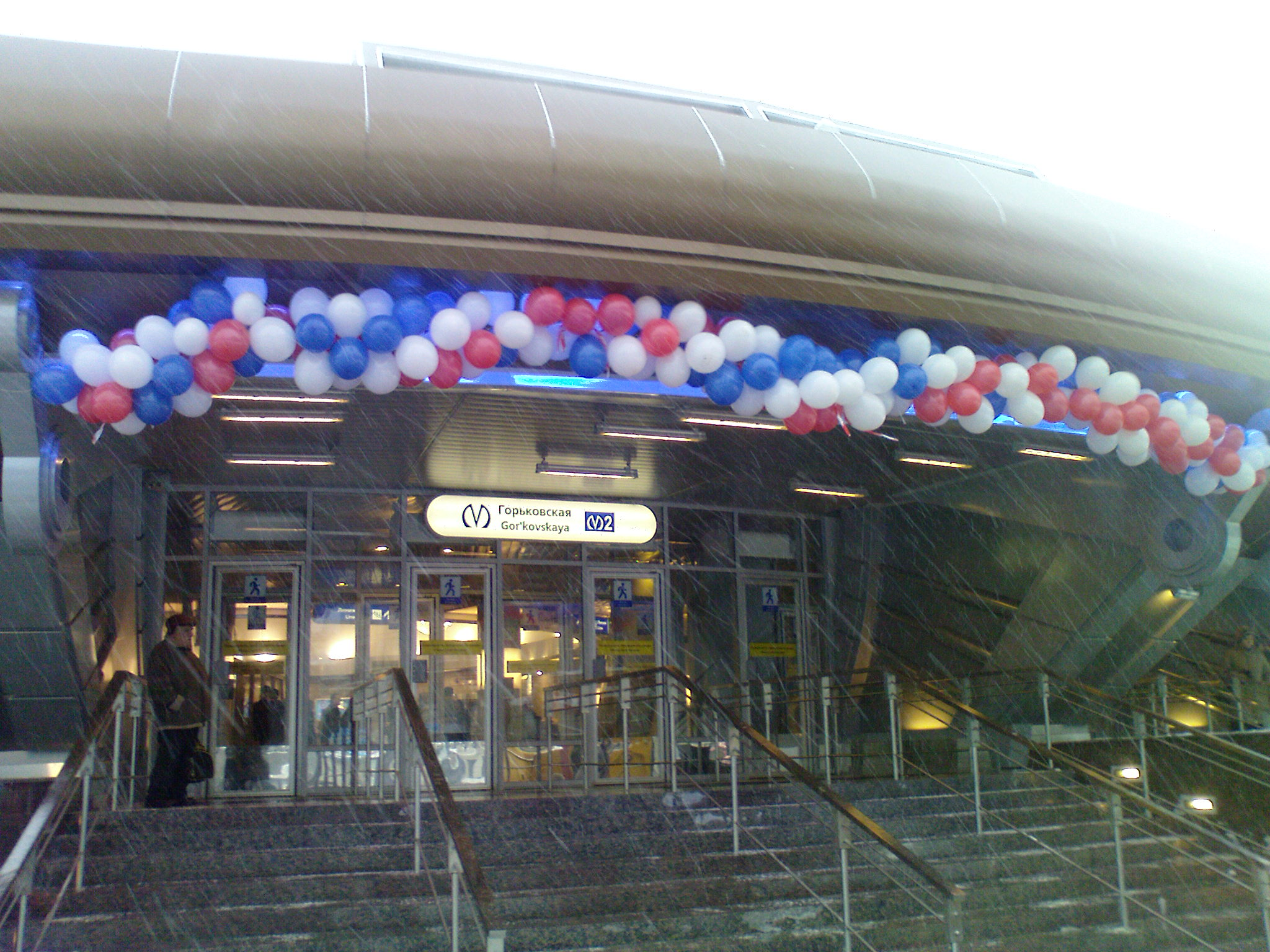
Le 26 décembre 2009.
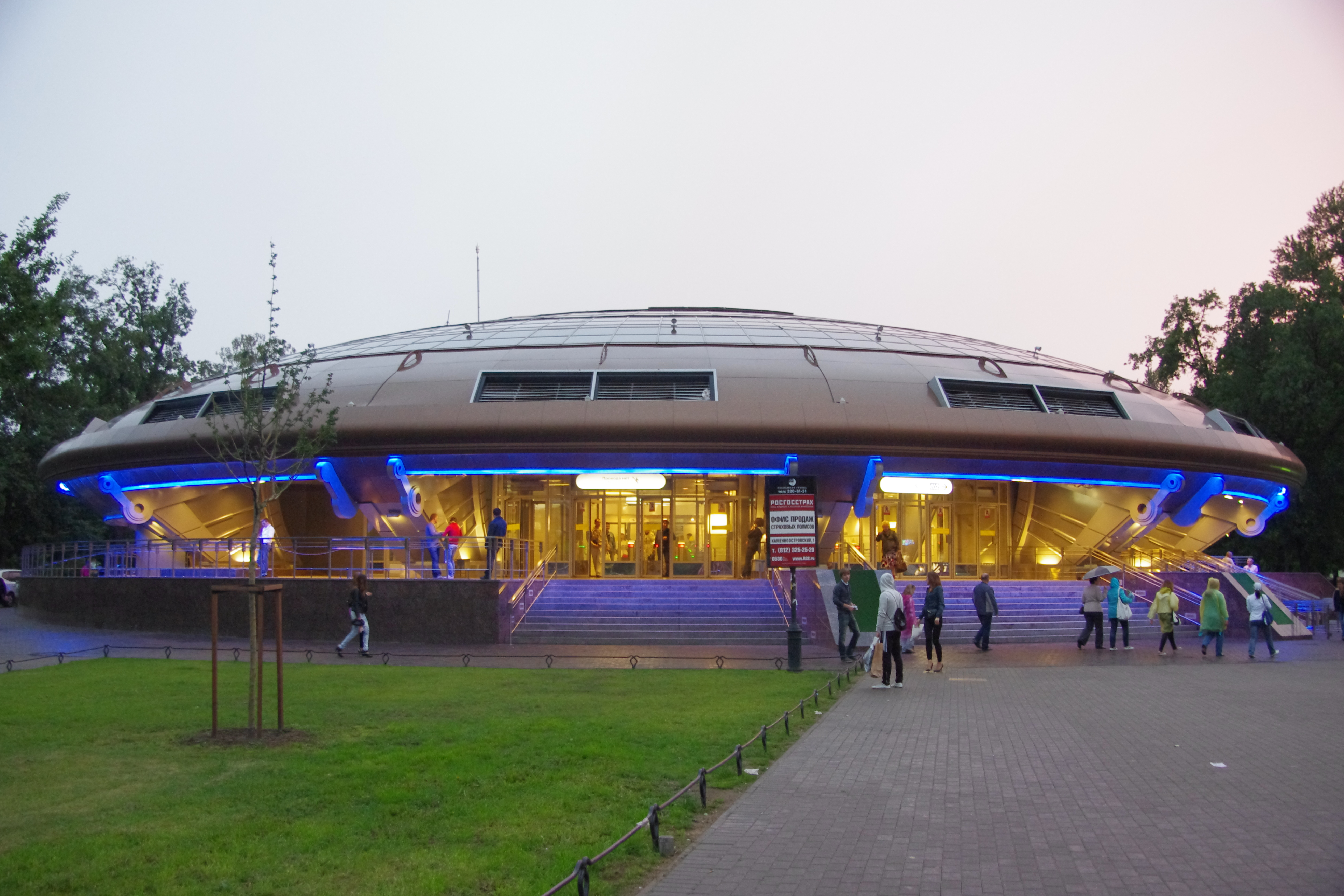
Bâtiment en 2011.

## Services aux voyageurs

### Accès et accueil
Elle dispose d'un bâtiment d'accès, en surface, accessible par un escalier fixe. Il est en relation avec le quai par un tunnel en pente équipé de trois escaliers mécaniques.

Installations
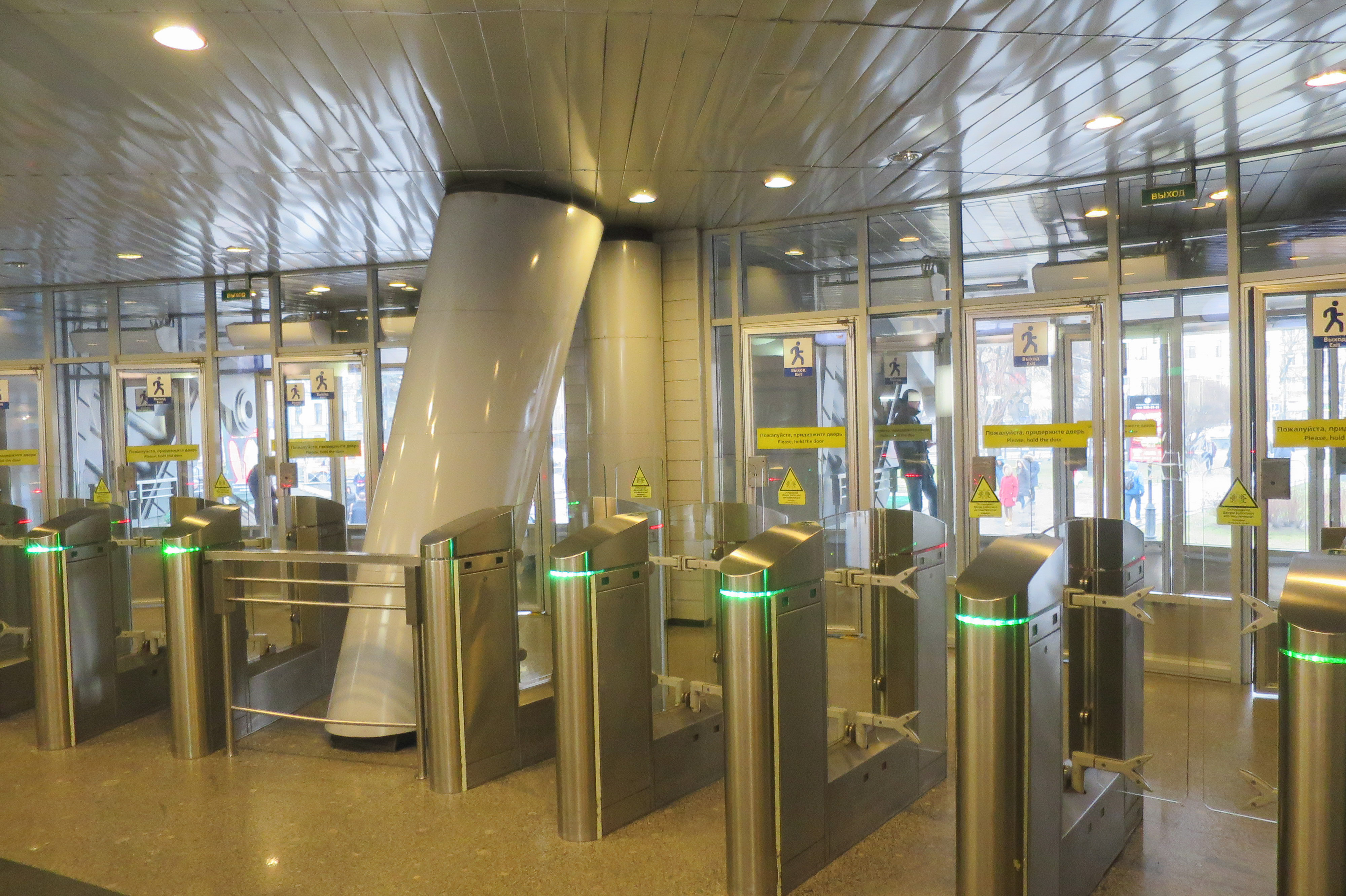
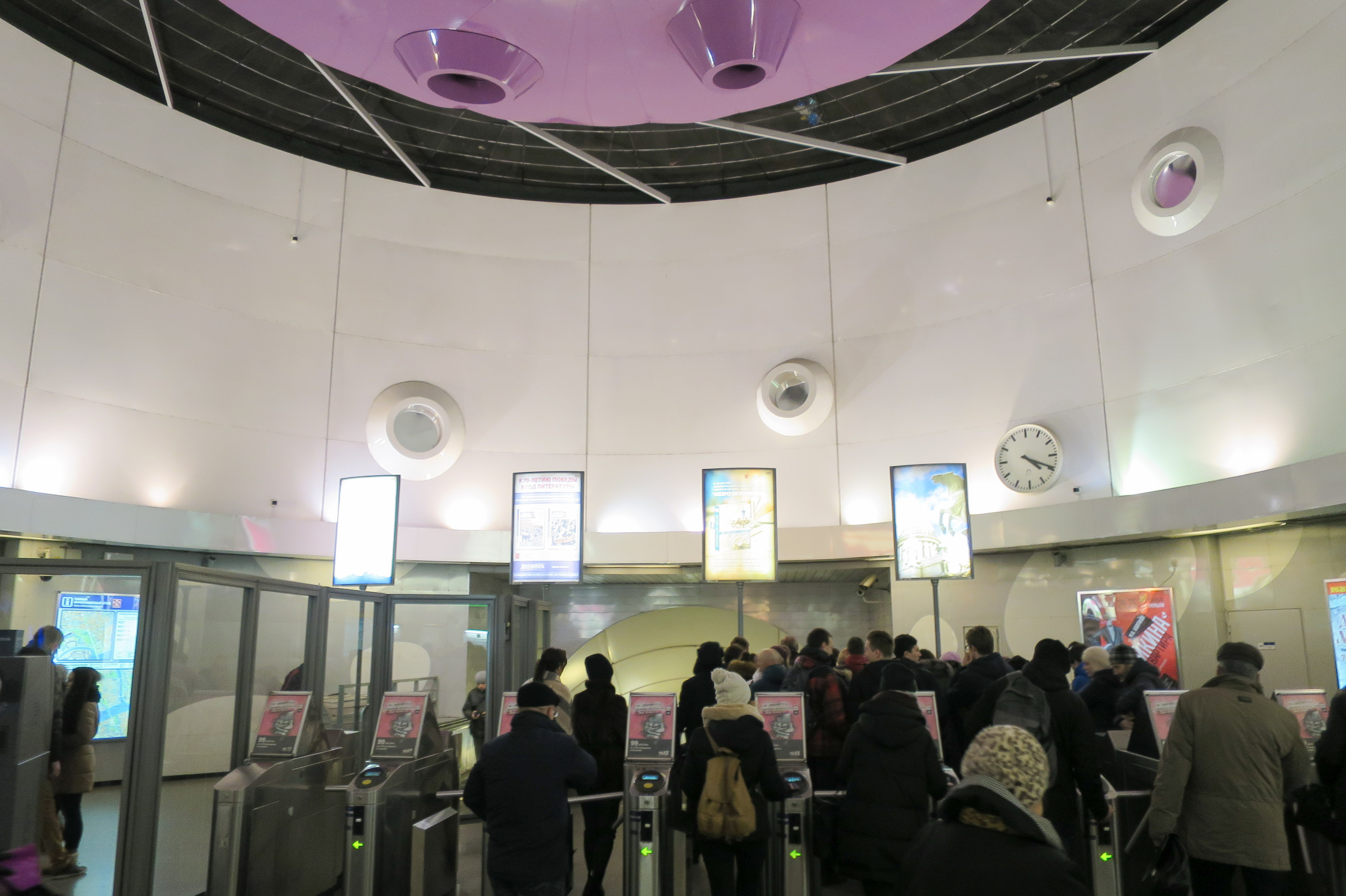
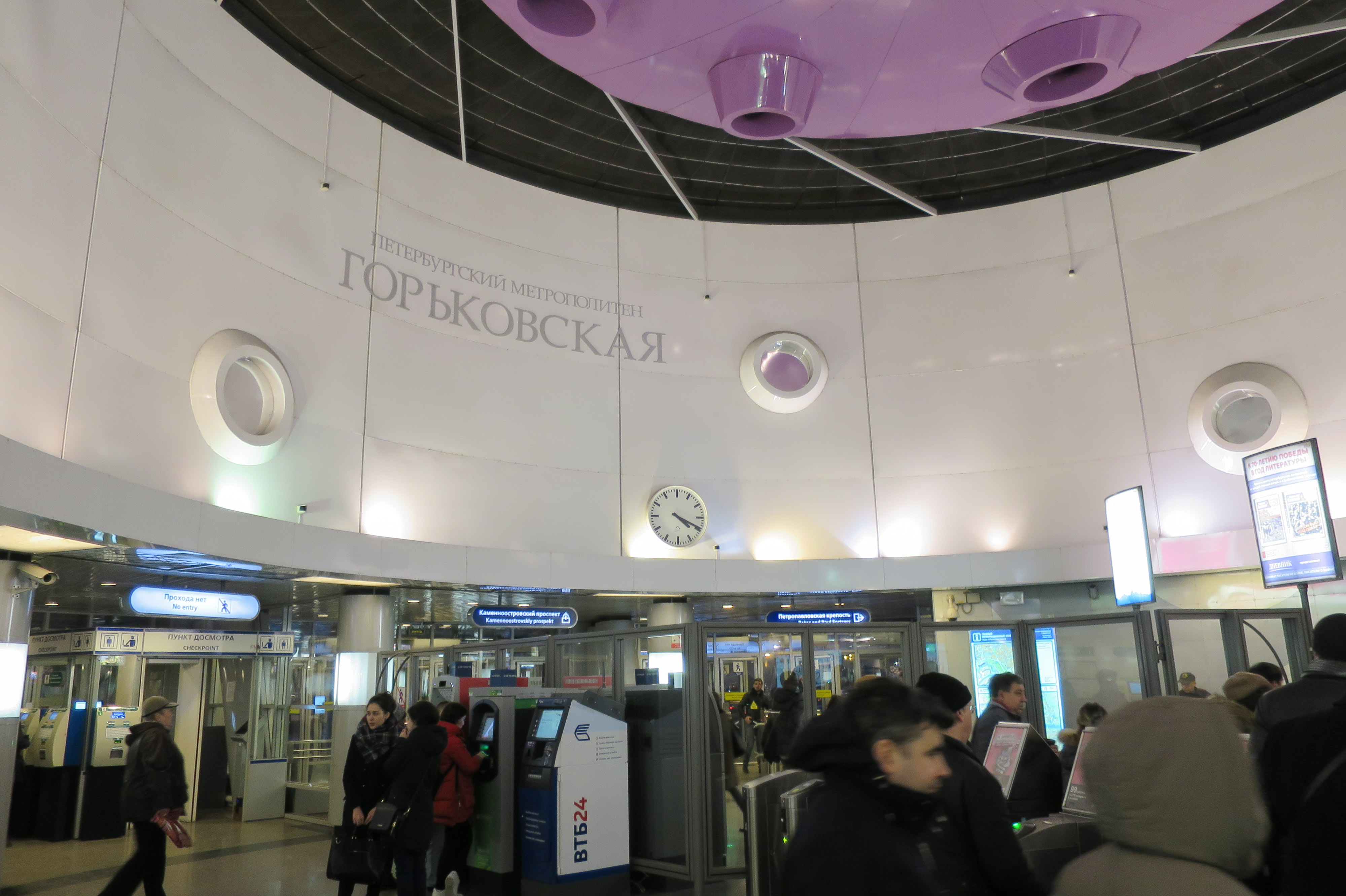

### Desserte
Petrogradskaïa est desservie par les rames de la ligne 2 du métro de Saint-Pétersbourg.

Installations et desserte
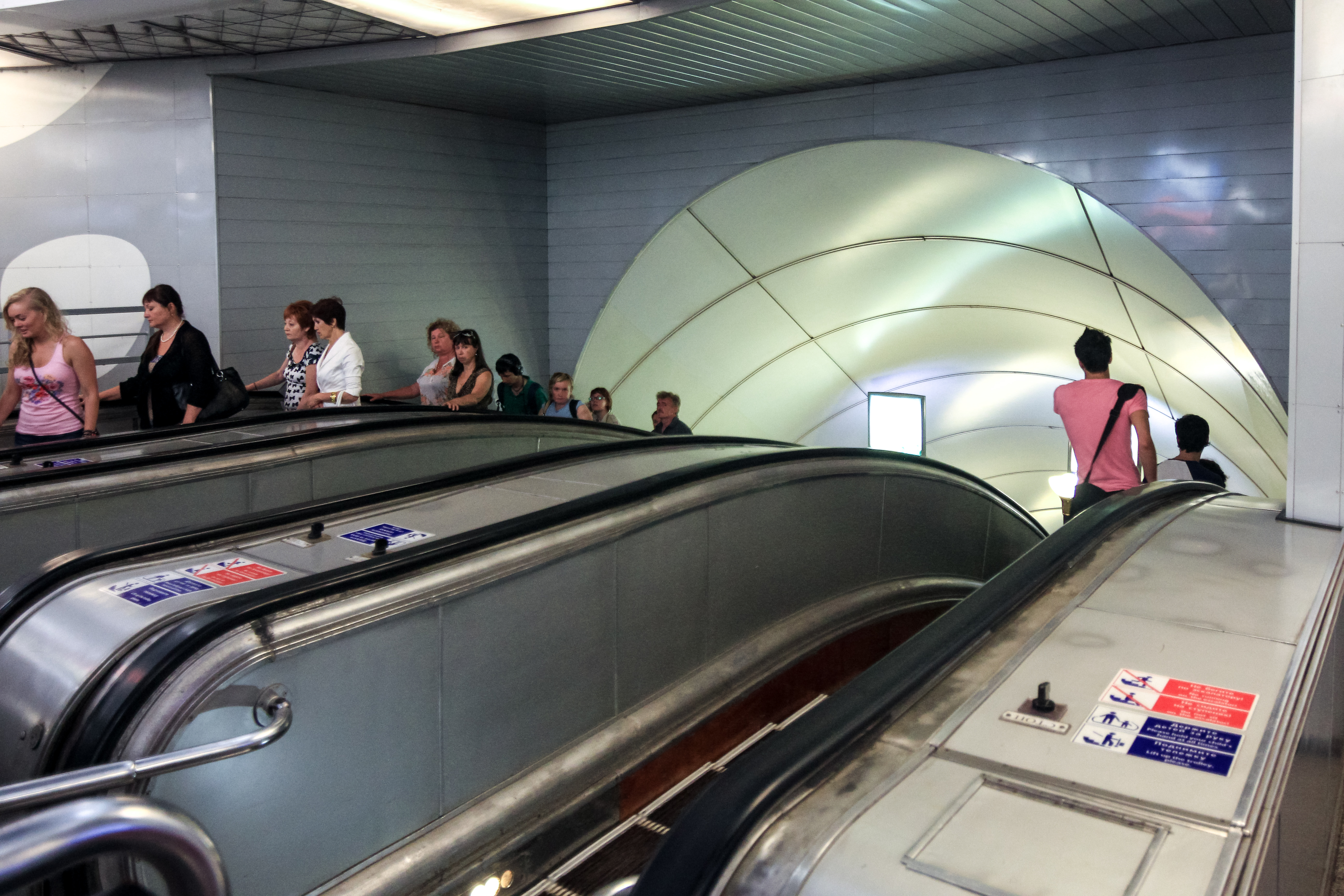
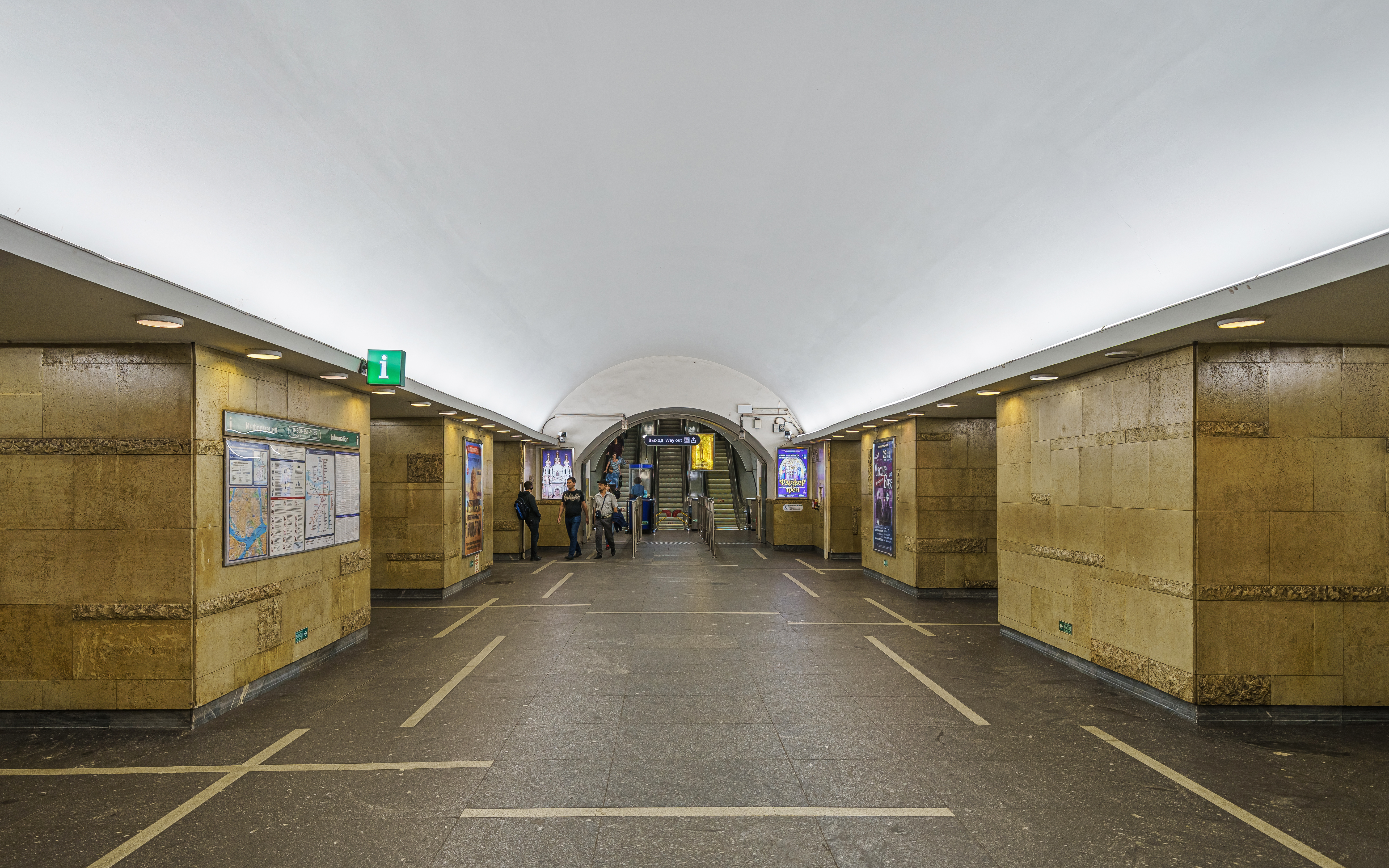
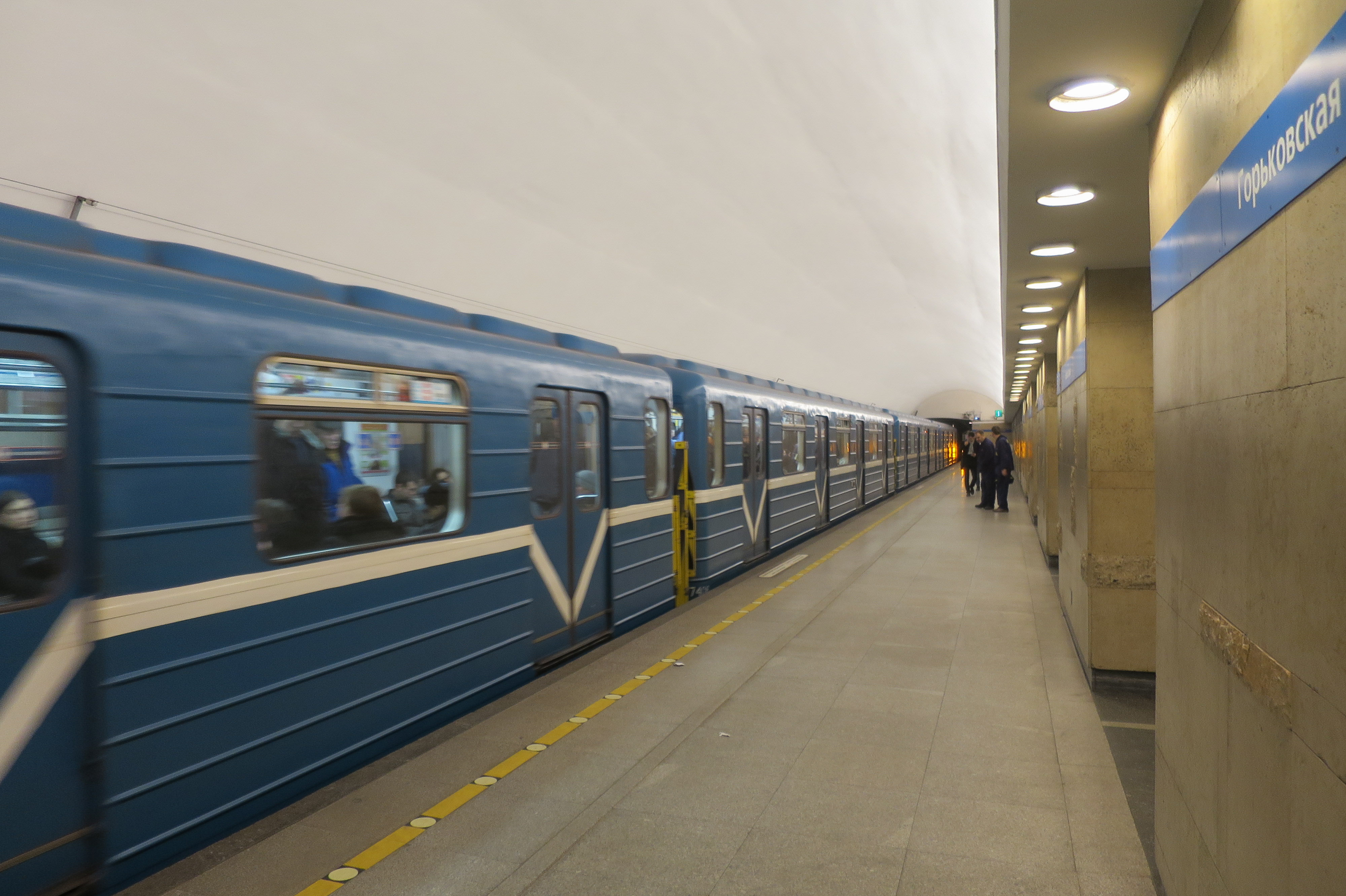

### Intermodalité
À proximité, une station du Tramway est desservie par les lignes 6, 40 et T1.